# Sarah Alade
Sarah Alade là thống đốc của Ngân hàng Trung ương Nigeria trong thời gian đình chỉ Lamido Sanusi cho đến khi nhiệm kỳ của ông kết thúc. Bà được Chủ tịch Goodluck Jonathan bổ nhiệm vào chức vụ vào ngày 20 tháng 2 năm 2014. Alade được bổ nhiệm làm thống đốc của Ngân hàng Trung ương Nigeria từ ngày 20 tháng 2 năm 2014 cho đến khi bổ nhiệm Godwin Emefiele. Trước thời điểm này, bà đã từng là phó thống đốc (Chính sách kinh tế), Ngân hàng Trung ương Nigeria từ ngày 26 tháng 3 năm 2007.

## Đời sống
Alade theo học tại Đại học Ife, Ile-Ife, nơi bà có bằng Cử nhân Kinh tế (Hons) năm 1976. Cô cũng có bằng M.Comm tại Đại học Melbourne, Úc năm 1983 và Tiến sĩ Khoa học Quản lý (Nghiên cứu hoạt động), từ Đại học Ilorin năm 1991.
Alade bắt đầu sự nghiệp làm việc của mình vào năm 1977 với Bộ Tài chính và Phát triển Kinh tế, Ilorin, Nhà nước Kwara. Năm 1991, bà gia nhập Đại học Ilorin với tư cách là giảng viên khoa Kế toán và Tài chính. Bà gia nhập Ngân hàng Trung ương Nigeria vào năm 1993 với tư cách là trợ lý giám đốc của Bộ phận Nghiên cứu, nơi bà từng là người đứng đầu Văn phòng Tài chính Chính phủ Nhà nước (1993. Bộ phận phân tích tài chính (2000-04).
Alade đã phục vụ trong các nhóm nghiên cứu chính sách kinh tế lớn và đã tham gia vào việc chuẩn bị các đề xuất chính sách tiền tệ và tín dụng của Ngân hàng Trung ương Nigeria trong những năm qua. Bà đã tích cực tham gia vào việc soạn thảo Chương trình kinh tế trung hạn (MTP) cho Nigeria và nhân viên IMF theo dõi Chương trình/Sắp xếp chờ.
Alade đã có mặt với tư cách là phó thống đốc khi được thông báo rằng năm CEO của ngân hàng Nigeria đã bị cách chức vào ngày 13 tháng 8 năm 2009. Năm sự thay thế đã được Ngân hàng Trung ương Nigeria đặt tên với hiệu quả ngay lập tức bao gồm Olufunke Iyabo Osibodu để lãnh đạo Ngân hàng Liên minh Nigeria và Suzanne Iroche, người đã tiếp quản vị trí CEO của FinBank.
Alade được bổ nhiệm làm giám đốc của Bộ phận điều hành ngân hàng vào tháng 5 năm 2004. Trong khả năng đó, bà từng là chủ tịch hội đồng quản trị của Hệ thống thanh toán liên ngân hàng Nigeria (NIBSS) cũng như thư ký của Ủy ban hệ thống thanh toán quốc gia (NPSC).
Alade là thành viên của ủy ban kỹ thuật của Tầm nhìn 2010 và hiện là thành viên của ủy ban kỹ thuật của Tầm nhìn 2020 và là thành viên của Đội Quản lý Kinh tế Quốc gia (EMT).
Là phó thống đốc chính sách kinh tế, Alade giám sát Ban giám đốc chính sách kinh tế, bao gồm Nghiên cứu, Chính sách tiền tệ, Thương mại và trao đổi, Cục Thống kê và Cục Thị trường tài chính. Là chủ tịch của Ủy ban thực thi chính sách tiền tệ (MPIC), bà giao tiếp với các bộ phận hoạt động và điều phối các đầu vào kỹ thuật cho Ủy ban chính sách tiền tệ (MPC). Alade, một thành viên của Hiệp hội Kinh tế Nigeria (NES), có một số ấn phẩm về tín dụng của mình và hiện đang thực hiện nghiên cứu về chính sách lãi suất và thực thi chính sách tiền tệ ở Nigeria. Alade là một thành viên của Viện nghiên cứu hoạt động Nigeria.
Alade từng là thống đốc từ tháng 2 năm 2014 cho đến khi Godwin Emefiele tiếp quản.